# ديويت ويب
ديويت ويب هو سياسي أمريكي، ولد في 19 ديسمبر 1840 في كلينتون في الولايات المتحدة، وتوفي في 12 أبريل 1917 في سانت أوغسطين في الولايات المتحدة. نشط حزبياً في الحزب الجمهوري. وقد انتخب عضو جمعية ولاية نيويورك ‏ وانتخب عضو مجلس نواب فلوريدا ‏.